# 853

## Decese
- Petru de Salerno, inițial tutore și regent pentru principele de Salerno, minorul Sico (851-853), (n. ?)